# Thyborøn Station
Thyborøn Station (tidl. Thyborøn Havn Station) er en jernbanestation i byen Thyborøn i det nordlige Vestjylland. Stationen er endestation for Lemvigbanen fra Vemb via Lemvig.

## Galleri
- Wikimedia Commons har flere filer relateret til Thyborøn Station

- Y-tog er ankommet fra Lemvig.
- Perronen set fra nord.
- Rampe i sydenden af stationen.
- Perronen.
- Havnebanens spor drejer fra.
- Opstillingsspor i nordenden af stationen.

Thyborøn Havn
| Foregående station     |  | Midtjyske Jernbaner                  |  | Efterfølgende station |
| ---------------------- |  | ------------------------------------ |  | --------------------- |
| Thyborøn Kirkemod Vemb |  | Lemvigbanen Vemb - Lemvig - Thyborøn |  | Endestation           |

56°42′19″N 8°13′6″Ø / 56.70528°N 8.21833°Ø